# Tamae Watanabe
Pour les articles homonymes, voir Watanabe.
Pas d'image ? Cliquez ici
Tamae Watanabe (渡辺 玉枝, Watanabe Tamae), née le 21 novembre 1938 à Fujikawaguchiko, dans la préfecture de Yamanashi, est une alpiniste japonaise.
Après avoir terminé ses études à l'université de Tsuru, elle travaille comme employée à la préfecture de Kanagawa. C'est à cette époque, à l'âge de 28 ans, qu'elle commence l'escalade en montagne. En 1977, elle atteint le sommet du mont McKinley. Elle gravit ensuite le mont Blanc, le Kilimandjaro et l'Aconcagua.
Après sa retraite, elle retourne dans sa ville natale et devient, en mai 2002, la femme la plus âgée à gravir l'Everest, à l'âge de 63 ans. Dix ans plus tard, elle bat à nouveau ce record en gravissant l'Everest à l'âge de 73 ans.